# Скотт, Джон, 1-й граф Элдон
Джон Скотт, 1-й граф Элдон (англ. John Scott, 1st Earl of Eldon; 4 июня 1751 — 13 января 1838) — британский адвокат и политик. Он занимал пост лорда-канцлера Великобритании в 1801—1806, 1807—1827 годах.

## Предыстория

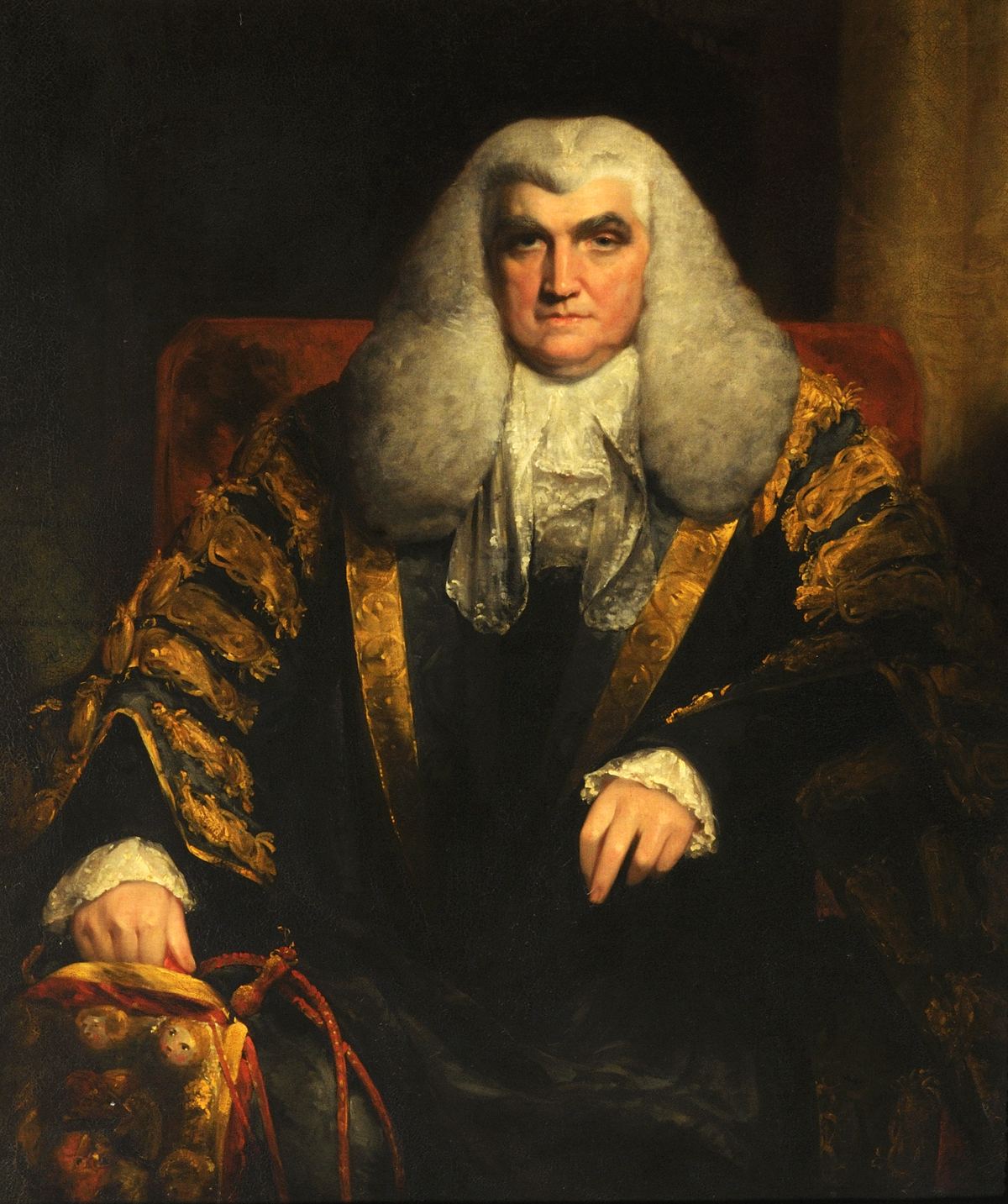
Джон Скотт (1751—1838), впоследствии 1-й граф Элдон, младший брат лорда Стоуэлла, лорд-верховный канцлер Англии (1801—1806), портрет Уильяма Коуэна

Родился 4 июня 1751 года в Ньюкасл-апон-Тайн. Младший сын Уильяма Скотта и Джейн Аткинсон. Его старший брат — Уильям Скотт, 1-й барон Стоуэлл (1745—1836). Его дед, Уильям Скотт из Сэндгейта, улицы, примыкающей к набережной Ньюкасла, работал клерком у слесаря, своего рода водовоза и торговца углем. Его отец, которого также звали Уильям, начал жизнь учеником слесаря, позднее он стал руководителем бизнеса и достиг респектабельного положения торговца в Ньюкасле, накопив имущество стоимостью почти 20 000 фунтов стерлингов.

## Образование
Джон Скотт получил образование в Королевской гимназии Ньюкасл-апон-Тайн. В школе он не отличался прилежностью к учёбе, хотя его прекрасная память позволяла ему добиваться в ней хороших успехов; он часто прогуливал занятия, за что его пороли, грабил сады и допускал другие сомнительные школьные шалости; и не всегда он выходил из передряги с честью и правдивым характером. Когда он закончил обучение в гимназии, отец подумывал отдать его в ученики собственному делу, которому уже посвятил себя старший брат Генри; и только благодаря влиянию его старшего брата Уильяма (впоследствии лорда Стоуэлла), который уже получил стипендию в Университетском колледже Оксфорда, в конечном итоге было решено, что ему следует продолжить учёбу. Соответственно, в 1766 году Джон Скотт поступил в Университетский колледж с целью принять священный сан и заработать на жизнь в колледже. В следующем году он получил стипендию, получил степень бакалавра искусств в 1770 году и в 1771 году выиграл приз за эссе по английскому языку, единственную университетскую премию, открытую в его время на общем конкурсе.

## Побег с Бетти Сёртис
Его жена Элизабет Сёртис (ок. 1754 — 28 июня 1831), известная как «Бесси», была старшей дочерью Обона Сёртиса, банкира из Ньюкасла. Семья Сёртиз возражала против брачного союза и пыталась его предотвратить; но между ними возникла сильная привязанность.
18 ноября 1772 года Джон Скотт с помощью лестницы и старого друга увез даму из дома её отца в Сэндхилле, через границу с Блэкшилдсом в Шотландии, где они поженились. Отец жениха возражал не против выбора сына, а против времени, которое он выбрал для женитьбы; это нанесло ущерб перспективам его сына, лишив его общения и шанса на продвижение в церкви. Но хотя семья невесты отказывалась сотрудничать с парой, Скотт, как благоразумный человек и любящий отец, решил извлечь максимальную пользу из плохого дела и принял их любезно, выплатив своему сыну 2000 фунтов стерлингов.
Джон вернулся с женой в Оксфорд и продолжал сохранять стипендию в течение так называемого года отсрочки, предоставляемого после свадьбы, и увеличивал свой доход, работая частным репетитором. Через некоторое время г-н Сёртиз помирился со своей дочерью и заключил щедрую компенсацию в размере 3000 фунтов стерлингов.
Осенью 1776 года его отец умер, оставив ему наследство в размере 1000 фунтов стерлингов сверх ранее уплаченных ему 2000 фунтов стерлингов.

## Ранняя карьера

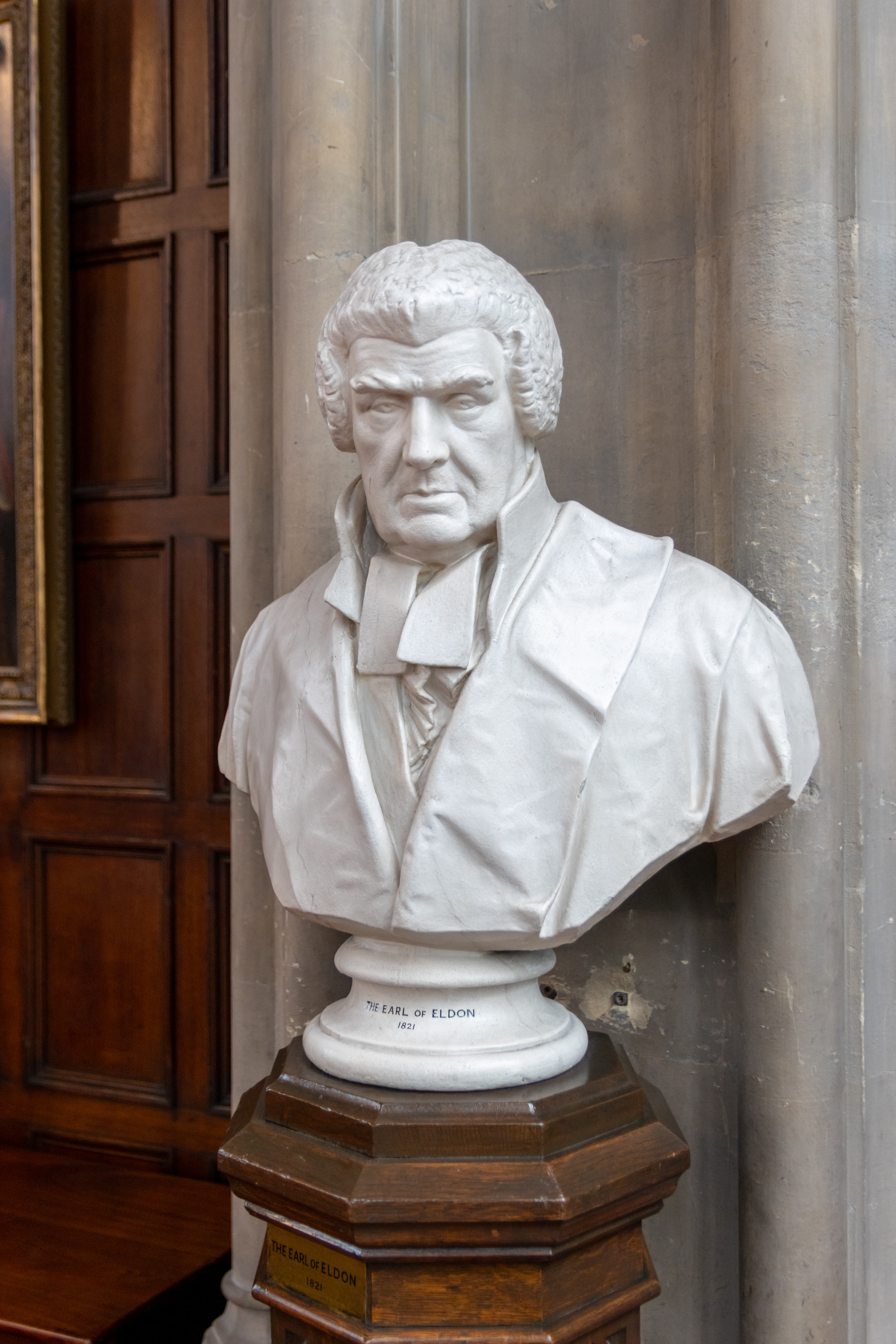
Бюст графа Элдона в Линкольнс-Инн

После посещения Королевской гимназии в Ньюкасл-апон-Тайне Джон Скотт сначала закончил бакалавриат в Университетском колледже Оксфордского университета, который он закончил в 1770 году со степенью бакалавра гуманитарных наук (BA). Последующую аспирантуру он закончил в Университетском колледже в 1773 году со степенью магистра искусств. Получив лицензию на юридическую практику от Ассоциации адвокатов Миддл-Темпл, он начал работать адвокатом в 1776 году и был назначен королевским советником в 1783 году за свои услуги в качестве юриста.
Вскоре после этого Джон Скотт был впервые избран членом Палаты общин в 1783 году как кандидат от консервативных тори, где он первоначально представлял округ Уобли до 1796 года, а затем округ Бороубридж в 1799 году. Он занимал пост канцлера графства Дарем в этот период с 1787 по 1788 год.
В 1788 году премьер-министр Уильям Питт Младший назначил его генеральным солиситором Англии и Уэльса в качестве преемника Арчибальда Макдональда и в этом качестве был заместителем генерального прокурора до его замены Джоном Фрименом-Митфордом в 1793 году и, таким образом, одним из самых важных советников. Короне и Правительству. В то же время в 1788 году он был удостоен звания рыцаря.

## Генеральный прокурор и главный судья по общим делам
Скотт, который стал членом Лондонского общества антиквариев в 1792 году и Королевского общества в 1793 году, также принял должность генерального прокурора от Арчибальда Макдональда в кабинете премьер-министра Уильяма Питта Младшего в 1793 году и занимал этот пост до 1799 года, когда его снова сменил Джон Фримен-Митфорд.
В 1799 году он стал главным судьей по общим делам, председательствуя в Суде по общим делам, который в то время был высшим судом по делам о гражданских правах в Англии и Уэльсе. Он был преемником Джеймса Эйра и сохранял этот пост, пока его не заменил Ричард Арден, 1-й барон Алванли. В 1799 году он был также назначен членом Тайного совета.
Патентом на письмо от 18 июля 1799 года Скотту был присвоен титул потомственного пэра с титулом барона Элдона из Элдона в графства Дарем и, таким образом, он принадлежал Палате лордов до своей смерти.

## Лорд-канцлер и член Палаты лордов
В 1801 году Джон Скотт, который также был удостоен почетной степени доктора гражданского права Университетского колледжа Оксфордского университета в 1801 году, был назначен премьер-министром Генри Аддингтоном, 1-м виконтом Сидмутом, преемником Александра Уэддерберна, 1-го графа Росслина, лордом-канцлером Великобритании и занимал эту должность в последующих правительствах премьер-министра Питта-младшего до января 1806 года и его последующей замены Томасом Эрскином, 1-м бароном Эрскином. В то же время он также занимал пост Верховного стюарда Университетского колледжа Оксфордского университета с 1801 года до своей смерти в 1838 году.
В марте 1807 года Джон Скотт снова был назначен лордом-канцлером в правительстве консервативных тори премьер-министром Уильямом Генри Кавендиш-Бентинком, 3-м герцогом Портлендом, в качестве преемника Томаса Эрскина, 1-го барона Эрскина. Он занимал должность лорда-канцлера в последующих правительствах премьер-министров Спенсера Персеваля и Роберта Бэнкса Дженкинсона, 2-го графа Ливерпуля, до 1827 года, а затем 2 мая 1827 года его заменил Джон Копли, 1-й барон Линдхерст. При сроке полномочий более двадцати лет он стал лордом-канцлером с самым длительным сроком полномочий.
Другим патентным письмом от 7 июля 1821 года Скотту был присвоен титул графа Элдона в графстве Дарем с дополнительным титулом виконта Энкомба из Энкомба в графстве Дорсет.
Совсем недавно он также был попечителем Британского музея с 1730 года до своей смерти в 1738 году и в 1833 году профинансировал строительство Старой церкви Святого Иакова в Кингстоне, Дорсет, за свой счет.

## Личная жизнь

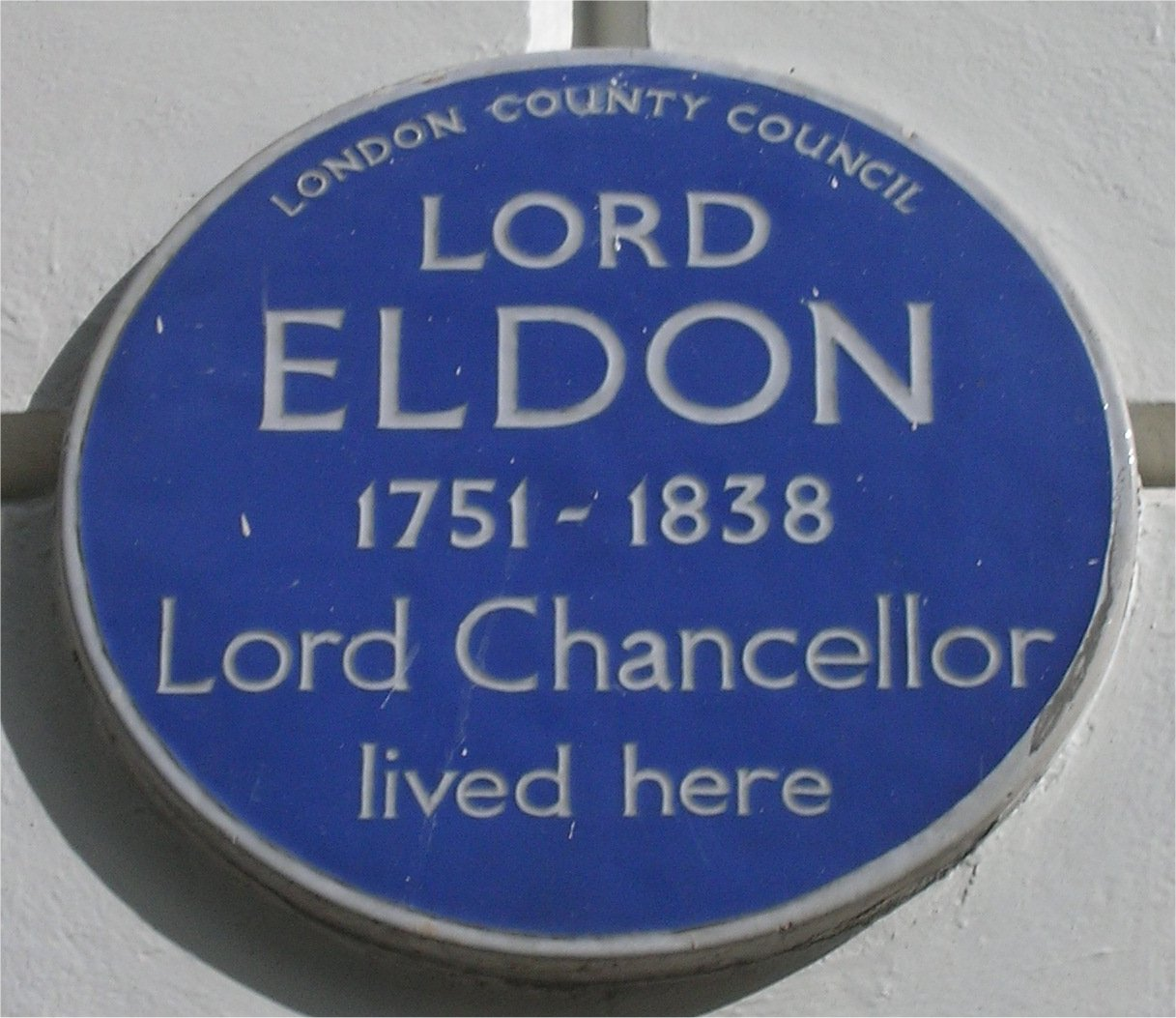
Синяя мемориальная доска на Бедфорд-сквер в Лондоне.

В результате его брака с Элизабет Сёртис 19 ноября 1772 года у него родилось трое детей:
- Леди Элизабет Скотт (ок. 1790 — 16 апреля 1862), в 1817 году вышедшая замуж за Джорджа Стэнли Рептона, сына ландшафтного садовника Хамфри Рептона
- Леди Фрэнсис Джейн Скотт (? — 6 августа 1838), в 1820 году вышедшая замуж за преподобного Эдварда Бэнкса
- Достопочтенный Джон Скотт (8 марта 1774 — 24 декабря 1805), который в 1804 году женился на Генриетте Элизабет Ридли и имел одного ребёнка Джона.

Сам лорд Элдон пережил почти всех своих ближайших родственников. Его старший брат Уильям умер в 1836 году. Сам он умер в Лондоне 13 января 1838 года. Элдон оставил после себя поместье стоимостью 2 300 000 фунтов стерлингов — в то время, когда даже поместья в миллион фунтов были чрезвычайно редки. Джон Уэйд, составитель «Чёрной книги, или разоблачённая коррупция», подробно описал в точных цифрах, как «почти невероятное богатство» Элдона возникло благодаря государственным «доходам, которые он и его семья монополизировали в непомерной степени».
Титул Элдона впоследствии перешёл к его старшему внуку Джону.
На его доме на Бедфорд-сквер в Лондоне висит синяя мемориальная доска.
Лорд Элдон и его жена похоронены на кладбище в Кингстоне, Дорсет.